# Jason Dickinson
Jason Dickinson (* 4. Juli 1995 in Georgetown, Ontario) ist ein kanadischer Eishockeyspieler, der seit Oktober 2022 bei den Chicago Blackhawks aus der National Hockey League unter Vertrag steht. Zuvor verbrachte er über sechs Jahre in der Organisation der Dallas Stars und spielte kurzzeitig für die Vancouver Canucks.

## Karriere
Jason Dickinson spielte in der Saison 2010/11 für die Halton Hurricanes, bei denen er in 59 Partien 45 Tore und 34 Assists erzielte. Am Ende der Saison wurde er in der OHL Priority Selection 2011 von den Guelph Storm an 32. Stelle gewählt. In seiner Debütsaison 2011/12 in der Ontario Hockey League lief er in 63 Partien für Guelph auf, in denen er 13 Tore und 22 Assists sammelte. In den sechs Play-off-Partien gegen die Plymouth Whalers erzielte er insgesamt drei Tore und zwei Assists und wurde in das zweite OHL-All-Rookie-Team gewählt. In der folgenden Saison konnte er seine Punktausbeute auf 47 Punkte steigern und nahm zudem mit Kanada an der U18-Junioren-Weltmeisterschaft in Sotschi teil, wo er mit der Mannschaft die Goldmedaille gewann. Im NHL Entry Draft 2013 wurde er in der ersten Runde an 29. Stelle von den Dallas Stars ausgewählt.
In der Saison 2013/14 war Dickinson mit 52 Assists bester Vorlagengeber der Guelph Storm und erzielte insgesamt 78 Punkte in 68 Einsätzen. In den Play-offs war er mit 24 Scorerpunkten erneut unter den punktbesten Spielern seiner Mannschaft und gewann mit dieser schließlich den J. Ross Robertson Cup. Nach dem Ende der OHL-Saison debütierte Dickinson im Profibereich bei den Texas Stars in der American Hockey League (AHL). In der Spielzeit 2015/16 wurde er mit 53 Punkten viertbester Scorer der Texas Stars und debütierte außerdem im April 2016 bei den Dallas Stars in der National Hockey League. Dabei gelang ihm in seinem ersten Spiel direkt sein erstes NHL-Tor.
In der Spielzeit 2018/19 stand Dickinson erstmals ausschließlich in der NHL auf dem Eis. Mit den Stars erreichte er in den Playoffs 2020 das Endspiel um den Stanley Cup, unterlag dort jedoch den Tampa Bay Lightning mit 2:4.
Nach über sechs Jahren in der Organisation der Stars wurde er im Juli 2021 im Tausch für ein Drittrunden-Wahlrecht im NHL Entry Draft 2021 an die Vancouver Canucks abgegeben. Dort war er ein Jahr aktiv, bevor ihn die Canucks im Oktober 2022 samt einem Zweitrunden-Wahlrecht im NHL Entry Draft 2024 zu den Chicago Blackhawks transferierten und im Gegenzug Riley Stillman erhielten.

## Erfolge und Auszeichnungen
- 2012 OHL Second All-Rookie Team
- 2013 CHL Top Prospects Game
- 2014 J.-Ross-Robertson-Cup-Gewinn mit den Guelph Storm

### International
- 2013 Goldmedaille bei der U18-Junioren-Weltmeisterschaft

## Karrierestatistik
Stand: Ende der Saison 2024/25

### International
Vertrat Kanada bei:
- U18-Weltmeisterschaft 2013

(Legende zur Spielerstatistik: Sp oder GP = absolvierte Spiele; T oder G = erzielte Tore; V oder A = erzielte Assists; Pkt oder Pts = erzielte Scorerpunkte; SM oder PIM = erhaltene Strafminuten; +/− = Plus/Minus-Bilanz; PP = erzielte Überzahltore; SH = erzielte Unterzahltore; GW = erzielte Siegtore; 1 Play-downs/Relegation; Kursiv: Statistik nicht vollständig)